# Lakewood Village
Lakewood Village è un centro abitato degli Stati Uniti d'America, situato nella contea di Denton dello Stato del Texas.
La popolazione era di 545 persone al censimento del 2010.

## Geografia fisica
Lakewood Village è situata a 33°08′28″N 96°58′13″W (33.141210, -96.970346).
Secondo lo United States Census Bureau, ha un'area totale di 0,7 miglia quadrate (1,8 km²), di cui 0,7 miglia quadrate (1,8 km²) di terreno e l'1,35% d'acqua.

## Società

### Evoluzione demografica
Secondo il censimento del 2000, c'erano 342 persone, 117 nuclei familiari e 104 famiglie residenti nella città. La densità di popolazione era di 465,4 persone per miglio quadrato (180,9/km²). C'erano 123 unità abitative a una densità media di 167,4 per miglio quadrato (65,1/km²). La composizione etnica della città era formata dal 95,61% di bianchi, il 2,34% di afroamericani, l'1,17% di altre razze, e lo 0,88% di due o più etnie. Ispanici o latinos di qualunque razza erano il 4,09% della popolazione.
C'erano 117 nuclei familiari di cui il 42,7% aveva figli di età inferiore ai 18 anni, il 77,8% erano coppie sposate conviventi, il 6,8% aveva un capofamiglia femmina senza marito, e l'11,1% erano non-famiglie. Il 5,1% di tutti i nuclei familiari erano individuali e l'1,7% aveva componenti con un'età di 65 anni o più che vivevano da soli. Il numero di componenti medio di un nucleo familiare era di 2,92 e quello di una famiglia era di 3,02.
La popolazione era composta dal 29,2% di persone sotto i 18 anni, il 4,1% di persone dai 18 ai 24 anni, il 32,5% di persone dai 25 ai 44 anni, il 26,6% di persone dai 45 ai 64 anni, e il 7,6% di persone di 65 anni o più. L'età media era di 38 anni. Per ogni 100 femmine c'erano 113,8 maschi. Per ogni 100 femmine dai 18 anni in giù, c'erano 105,1 maschi.
Il reddito medio di un nucleo familiare era di 66.667 dollari, e quello di una famiglia era di 56.875 dollari. I maschi avevano un reddito medio di 50.278 dollari contro i 28.438 dollari delle femmine. Il reddito pro capite era di 22.899 dollari. Nessuna delle famiglie e l'1,6% della popolazione vivevano sotto la soglia di povertà, incluso no under eighteens e nessuno sopra i 64 anni.